# Totoumi Hamamatsu Open
Het Totoumi Hamamatsu Open (Japans: とおとうみ浜松オープン,  Tōtoumi hamamatsu ōpun) was een golftoernooi dat deel uitmaakt van de Japan Golf Tour. Het werd gespeeld in Hamamatsu in de prefectuur Shizuoka.

## Edities
| Jaar | Baan                       | Winnaar            | Score | Score |
| ---- | -------------------------- | ------------------ | ----- | ----- |
| 2011 | Grandee Hamanako Golf Club | Masanori Kobayashi | 268   | -20   |
| 2012 | Grandee Hamanako Golf Club | Jay Choi           | 272   | -16   |